# هرلی (میسیسیپی)
هرلی (به انگلیسی: Hurley) مکانی در ایالت میسیسیپی کشور ایالات متحده آمریکا است که جمعیت آن در سرشماری سال ۲۰۱۰ میلادی، ۱٬۵۵۱
نفر بوده‌است.